# (32988) 1996 XK19
1996 XK19 (asteroide 32988) é um asteroide da cintura principal. Possui uma excentricidade de 0.09402610 e uma inclinação de 11.08326º.
Este asteroide foi descoberto no dia 8 de dezembro de 1996 por Takao Kobayashi em Oizumi.